# Melanie Brunnthaler
Melanie Brunnthaler (* 28. September 2000 in Hainburg an der Donau) ist eine österreichische Fußballspielerin.

## Karriere

### Verein
Melanie Brunnthaler startete ihre sportliche Laufbahn 2007 beim ASK-BSC Bruck/Leitha. Ab 2015 spielte sie beim ASV Ofenbinder Spratzern, im Juli 2016 wechselte sie zum SKN St. Pölten und 2017 zum USC Landhaus Wien.
Nach zwei Jahren bei Landhaus kehrte sie zum SKN St. Pölten zurück, mit dem sie in der Planet Pure Frauen Bundesliga spielt und unter anderem in der Saison 2021/22 österreichischer Meister wurde. Für die Saison 2022/23 qualifizierte sie sich mit dem SKN St. Pölten unter Cheftrainerin Liése Brancão für die Gruppenphase der UEFA Women’s Champions League. Nach der Matura begann sie ein Studium. Im April 2023 wurde ihr Vertrag beim SKN St. Pölten bis 2024 verlängert. Im Mai 2024 erfolgte eine weitere Verlängerung bis Sommer 2026.
Zur Saison 2025/26 wechselte sie mit den ÖFB-Nationalteamspielerinnen Michela Croatto und Sophie Hillebrand zum Bundesligaaufsteiger Hamburger SV unter Cheftrainerin Liése Brancão.

### Nationalmannschaft
Brunnthaler absolvierte Einsätze in den U16-, U17- und U19-Nationalteams. Nach einem verletzungsbedingten Ausfall von Lisa Kolb wurde Brunnthaler im Juli 2023 von ÖFB-Teamchefin Irene Fuhrmann in das österreichische Frauen-A-Team für ein Länderspiel gegen Island nachnominiert.
Im Februar 2025 wurde sie von Teamchef Alexander Schriebl für die UEFA Women’s Nations League 2025 einberufen. Ihr Debüt in der A-Nationalmannschaft gab sie am 25. Februar 2025 in einem Spiel gegen Deutschland, wo sie in der 86. Minute für Laura Wienroither eingewechselt wurde.